# 역수성
역수성(酈遂成, ? ~ 기원전 127년) 또는 역수(酈遂)는 전한 중기의 제후로, 제천국 고양현(高陽縣) 사람이다. 개국공신 역상의 손자이다.

## 생애
원광 3년(기원전 132년), 아버지 역견의 뒤를 이어 목후(繆侯)에 봉해졌다.
원삭 2년(기원전 127년)에 죽으니 시호를 강(康)이라 하였고, 아들 역세종이 작위를 이었다.

## 출전
- 사마천, 《사기》 권18 고조공신후자연표
- 반고, 《한서》 권16 고혜고후문공신표